# Chram

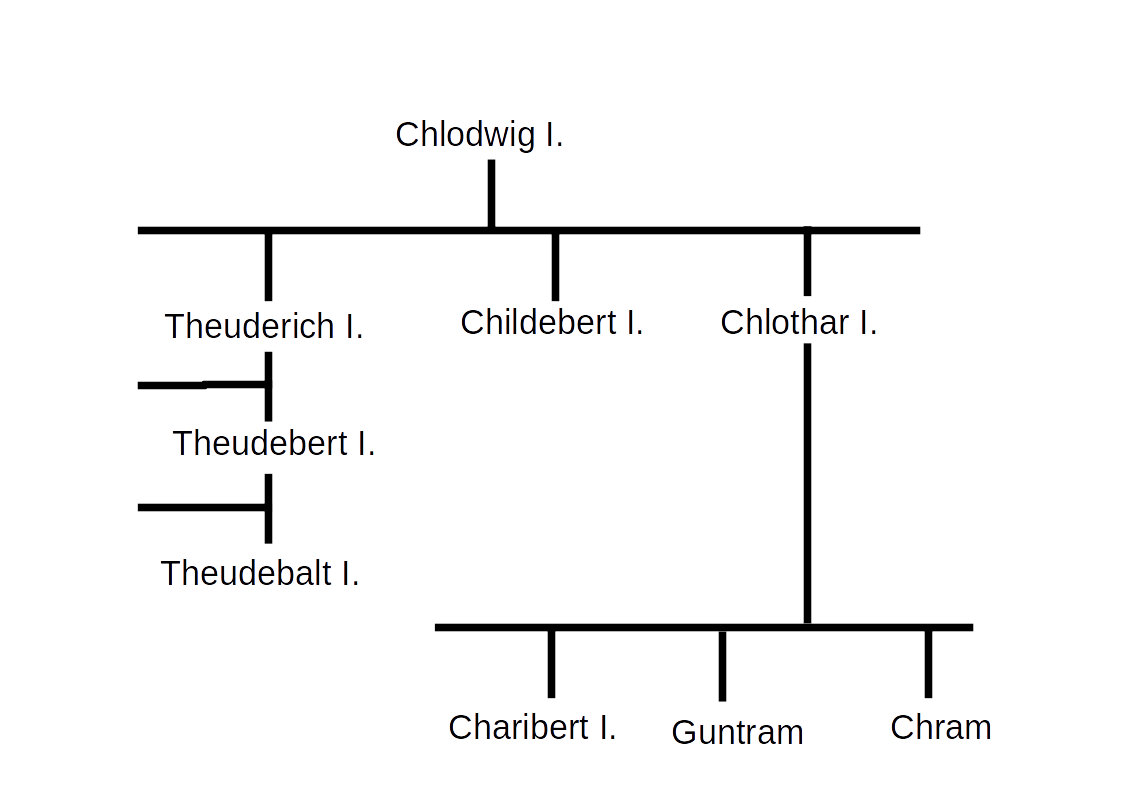
Schematischer Ausschnitt der Stammtafel Chrams

Chram, auch Chramn oder Chramne, frz. Corbeau (fränkisch für Rabe) war der Sohn von Chlothar I. und der Chunsine. Er wurde zwischen 520 und 540 geboren und war von 555 bis 560 Unterkönig von Aquitanien. Chram wurde im Dezember 560 hingerichtet.

## Herrschaftsgebiet

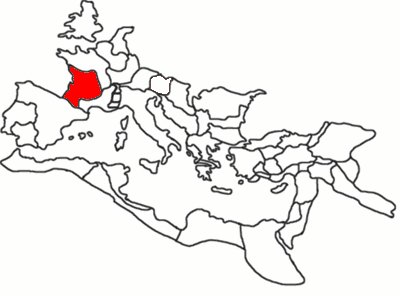
Die Provinz Gallia Aquitania im römischen Reich: Weitgehend identisch mit dem Gebiet des 6. Jht.

Nach König Chlodwigs Tod 511 teilten seine vier Söhne Aquitanien unter sich auf. Chlothar verfügte nach 524 über einen bedeutend größeren Anteil an Aquitanien als sein älterer Bruder Childebert: Nach dem Tod ihres gemeinsamen Bruders Chlodomer heiratete Chlothar zur Sicherung seiner Erbfolge des Teilkönigreichs Orléans Chlodomers Witwe Guntheuca und ermordete deren zwei ältesten Söhne, während der jüngste in den Klerus eintrat. Somit konnte Chlothar einen Großteil des Herrschaftsgebietes für sich reklamieren. Theudebert I. konnte sich 535 mehrere Städte von Childebert I. aneignen.
Als im Jahr 555 der König von Metz, Theudebald, starb, kam es zu Konflikten zwischen Chlodwigs beiden noch lebenden Söhnen Childebert und Chlothar um die Nachfolge. Chlothar erbte nicht nur dessen Kernreich, sondern auch eine große Zahl verschiedener Städte in Aquitanien. In dieser neuen Lage wurde Chram als Unterkönig von Aquitanien eingesetzt.

## Familie und Leben
Chram war wahrscheinlich der älteste Sohn Chlothars I., des Königs von Soissons aus der Familie der Merowinger. Er hatte eine Frau und mehrere Töchter, die allerdings in den Aufzeichnungen des Bischofs und Historiographen Gregors von Tours nicht namentlich genannt werden. Nach einer These seien die Feindseligkeiten Chrams gegen seinen Vater und seine Halbbrüder auf seine Abstammung zurückzuführen: Er war der einzige Sohn seiner Mutter Chunsina und habe demnach eine Abneigung oder Konkurrenz gegen seine Stiefmütter und deren Nachkommen entwickelt.
Nach Theudebalds Tod 555 wurde Chram von seinem Vater Clothar I. nach Clermont gesandt, wo zu diesem Zeitpunkt eine Auseinandersetzung zwischen Cautinus und dem Priester Cato um die Nachfolge als Bischof der Auvergne ausgetragen wurde. Durch die Unterstützung Catos und dessen Anhänger sah Chram die Möglichkeit, sich als Machthaber zu profilieren und sich eine Gefolgschaft für den Fall des Todes seines Vaters aufzubauen. Dies war für die Chance auf eine mögliche Thronfolge nicht unerheblich. Cato hoffte wohl wiederum, nach Chlothars Tod durch Chram die Diözese Auvergne zu erhalten.
Chram soll politisch und diplomatisch nicht gerade rücksichtsvoll gewesen sein: Den Bischof Cautinus habe er derart eingeschüchtert, dass dieser einmal sogar seine jährliche Wallfahrt von Clermont nach Brioude abgebrochen habe, aus Angst, von Chrams Männern verfolgt zu werden. Außerdem setzte er den örtlichen Grafen Firminus als örtlichen Comes ab, um ihn durch seinen Gefolgsmann Salustius zu ersetzen. Chram verfolgte im Gegensatz zu Theudebald, der eine Politik des Ausgleichs zwischen Gallorömern und Franken in Aquitanien betrieb, eine Politik der Konfrontation und ersetzte viele Grafen der alten senatorischen Oberschicht durch junge aufstrebende Franken.
Danach ließ sich Chram in Poitiers nieder und verbündete sich mit seinem Onkel Childebert gegen seinen eigenen Vater. Dies mündete in einen von 556–560 dauernden Konflikt zwischen Vater und Sohn. Hintergrund war der Streit um die Erbfolge Theudebalds: Chlothar konnte zunächst Theudebalds Erbterritorium erobern, seine Truppen wurden dann aber vom Aufstand der Thüringer und Sachsen gebunden. Für Childebert entstand so die Möglichkeit, sich mit Chlothars Sohn Chram zu verbünden, der zu diesem Zeitpunkt Unterkönig von Aquitanien war. Infolge dieses Bündnisses wurde Chram von seinen Halbbrüdern Charibert I. (561–567) und Guntram I. (561–592) erfolglos bekämpft. Chram kapitulierte erst nach dem Tod Childeberts 558, als Chlothar sich nun in Childeberts vorherigem Herrschaftsgebiet durchsetzen konnte. Chram floh daraufhin zu Konomor, dem Herzog der Bretonen. In der anschließenden Schlacht in der Nähe von Vannes konnte sich Clothar behaupten, und Chrams Allianz wurde entscheidend geschlagen.
Chram und seine Familie gerieten nach der Niederlage 560 in Gefangenschaft und wurden rituell hingerichtet.

## Rezeption

### Chram bei Gregor von Tours
Die für Chrams Biographie relevanten Teile der zehn Geschichtsbücher Gregors (Decem libri historiarum) entstanden zwischen 573 und 575. Das Werk ist allerdings mit gründlicher Quellenkritik zu genießen, da es mit ‚heilsgeschichtlicher Intention‘ verfasst wurde. Die Geschichte ist in Gregors Aufzeichnungen als göttliche Weltordnung dargestellt: durchzogen von Wundern, göttlichen Strafen und Belohnungen, sowie vielen Gegenüberstellungen von Gut und Böse. Der gelegentlich benutzte Titel Geschichte der Franken (Historia Francorum) verschärft mögliche Fehlinterpretationen als ‚klassisches‘ Geschichtswerk zudem.
Greogor schildert, wie Chram und seine Familie hingerichtet wurden: Sie wurden gefangen genommen, gefesselt und anschließend auf Befehl Chlothars in einer Hütte verbrannt. Chram soll vorher allerdings noch mit einem Tuch erwürgt worden sein.
Auch wenn viele Darstellungen in Gregors Werken grausam und übertrieben detailliert erscheinen mögen, so finden sich auch viele humoreske Stellen, Pointen und Dramatik wieder. Chram steht allerdings nie in einem guten Licht, da er laut Gregor weder die Töchter angesehener Familien respektierte noch das Kirchenasyl.

### Künstlerische Rezeption

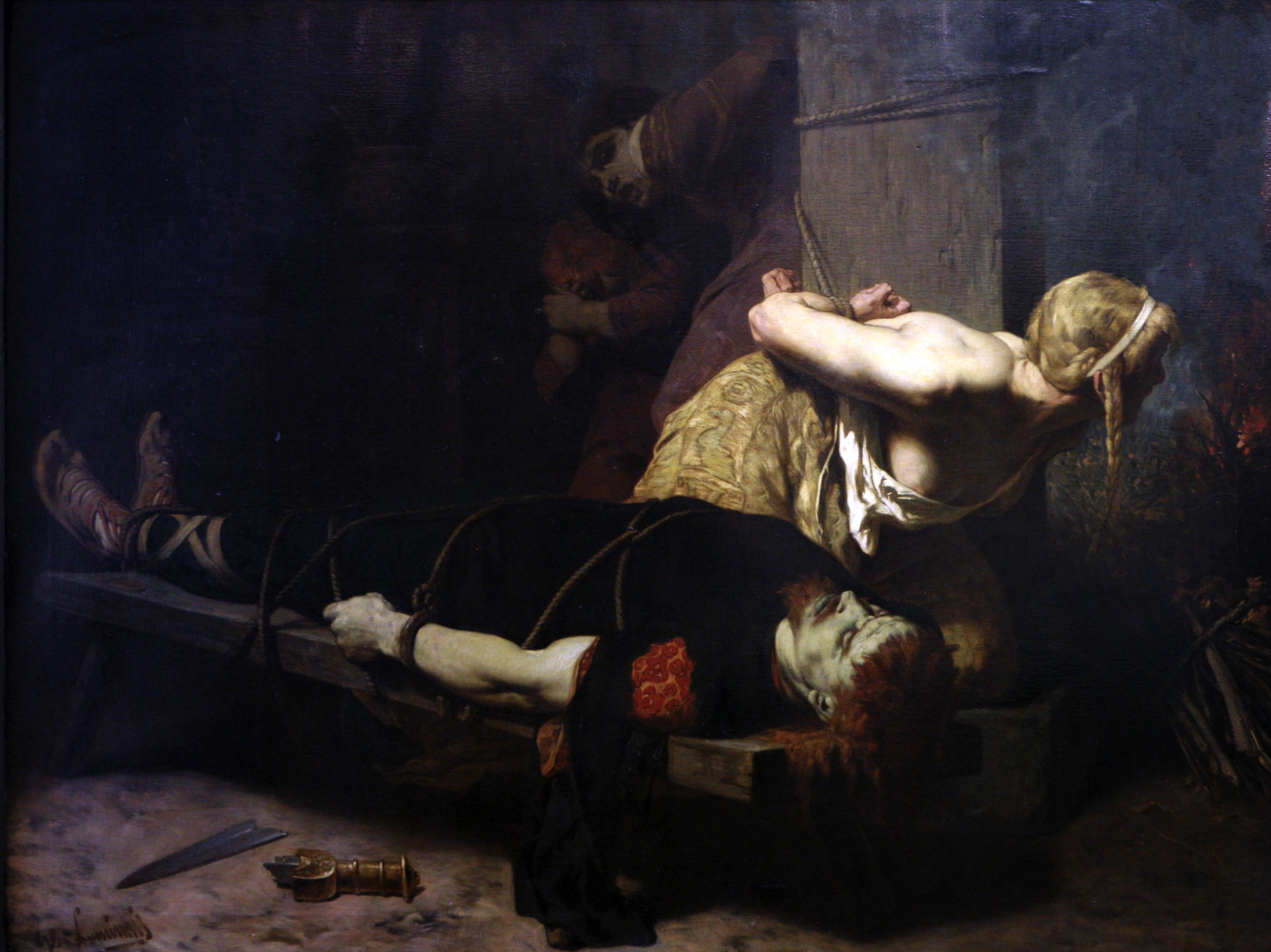
Der Tod des Chram von Évariste-Vital Luminais, Museum der Schönen Künste in Brest.

Der französische Maler Évariste-Vital Luminais beschäftigte sich schwerpunktmäßig mit Themen des spätantiken und frühmittelalterlichen Frankreichs. Eines seiner Werke, Der Tod des Chram, stellt die Hinrichtung Chrams und dessen Familie dar.